# Bukarester Katholisches Sonntagsblatt
Das Bukarester Katholische Sonntagsblatt war eine deutschsprachige kirchliche Wochenzeitung, die in Bukarest im Königreich Rumänien von 1913 bis 1916, 1918 und erneut von 1924 bis 1942 erschien.

## Geschichte
Die Zeitung war in erster Linie an die katholischen Regatsdeutschen gerichtet, d. h. an die deutschsprachige Minderheit im rumänischen Altreich, aber auch an die übrigen deutschlesenden Katholiken. Die damalige katholische Bevölkerung machte in dem mehrheitlich orthodoxen Land etwas mehr als 2 % der Bevölkerung aus. Das Bukarester Katholische Sonntagsblatt wurde programmatisch für „Belehrung, Erbauung und Verkündigung“ in der katholischen Gemeinschaft publiziert und sollte die Gläubigen nach der Sonntagsmesse begleiten. Eine implizite Zielsetzung dürfte aber auch gewesen sein, zum Erhalt der nationalen und ethnischen Identität der deutschen Minderheit in Rumänien beizutragen. Geboten wurden auf den ersten Seiten Texte zum Evangelium, hierauf Nachrichten aus der katholischen Welt und zur Erzdiözese Bukarest, Informationen zu Gottesdiensten, ein Wochenkalender und Spendenaufrufe. Der Abonnementpreis war niedrig genug angesetzt, um auch Geringverdienern den Bezug zu ermöglichen. Dennoch konnte bereits im ersten Erscheinungsjahr ein kleiner Einnahmenüberschuss erzielt werden, womit das weitere Erscheinen gesichert war. Als Herausgeber und Redakteur fungierte Karl Auner (1865–1932), Domherr der Bukarester Kathedrale St. Josef, der für seine Arbeit die volle Unterstützung des Erzbischofs Raymund Netzhammer erhielt.
Einen Umbruch stellte der Kriegseintritt des Königreichs Rumänien am 27. August 1916 dar, als Auner zusammen mit zahlreichen anderen Priestern der Erzdiözese als Ausländer verhaftet und interniert wurde. Erst am 24. März 1918 konnte das Sonntagsblatt wieder erscheinen, wurde jedoch am 28. November 1918 mit der Niederlage der Mittelmächte erneut eingestellt. Es folgte eine weitere, längere Unterbrechung bis zum 13. April 1924. Debatten um die Loyalität der Katholiken gegenüber dem rumänischen Staat setzten in den folgenden Jahren den Herausgeber und die Redaktion immer wieder unter Druck. Die Einstellung der Herausgeberschaft Auners erfolgte letztlich aber aufgrund innerkirchlicher Interessen: Am 20. September 1931 erschien die letzte Ausgabe der in Bukarest redigierten Zeitung, die künftig mit dem Sonntagsblatt der Diözese Temeschwar vereinigt und von der dortigen Redaktion herausgegeben wurde. Ausschlaggebend war der Wunsch nach einer einzigen Sonntagszeitung, die alle Katholiken Rumäniens ansprechen sollte. Das Blatt erschien zehn weitere Jahre und wurde im Kriegsjahr 1942 eingestellt.